# Jund Filastin

Carte des districts du Levant au IXe siècle sous le califat abbasside.

Le Jund Filastin (en arabe : جُنْد فِلَسْطِيْن, "district militaire de Palestine") est l'un des districts militaires de la province omeyyade et abbasside du Bilad al-Sham (Syrie), organisé peu de temps après la conquête musulmane du Levant dans les années 630 et disparaissant au XIe siècle. Le Jund Filastin englobe la majeure partie de la Palaestina Prima et de la Palaestina Tertia. Il comporte la ville nouvellement créée de Ramla, son chef-lieu, et est subdivisé en onze districts administratifs (kura).

## Histoire et structure

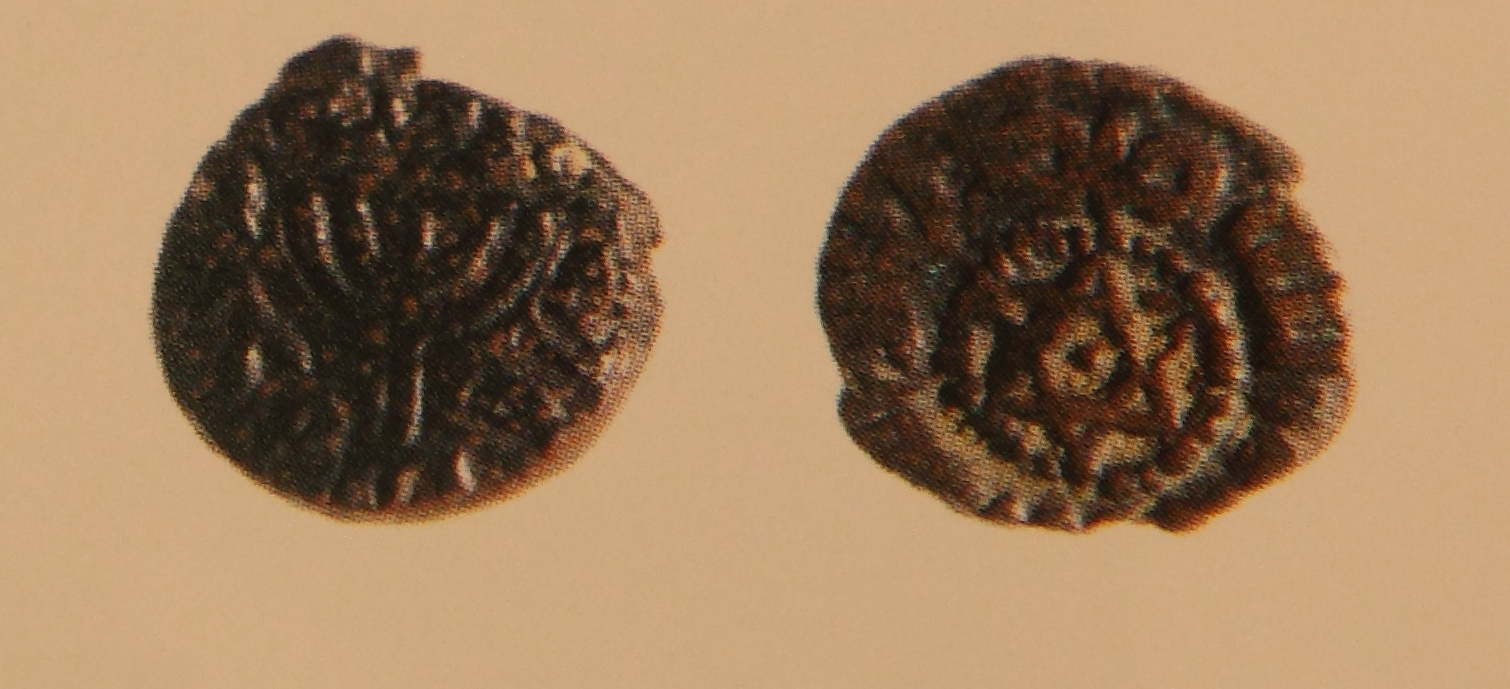
Monnaie musulmane en bronze, l'une avec une menorah, l'autre avec une étoile de David, VIIe siècle (Centre Archéologique de Jaffa)

Selon al-Biladhuri, les villes principales du district, après sa conquête par le califat des Rachidoune, sont Gaza, Sebastia, Naplouse, Césarée, Ludd, Yibna, Imwas, Jaffa, Rafah et Bayt Jibrin. Sous les premiers califes omeyyades, Ludd est capitale du district. Après que le calife Sulaymān a fondé la ville voisine de Ramla, il la désigne comme capitale et la plupart des habitants de Ludd sont forcés de s'y installer. 
Au IXe siècle, durant le califat abbasside, Jund Filastin est le district le plus fertile de la Syrie et compte au moins vingt mosquées malgré sa faible superficie.
Les tribus arabes s'installant dans le Jund Filastin après la conquête musulmane sont les Lakhm, les Kindah, les Qais, les Amilah, les Judham et les Kinanah. Au moment de la conquête arabe, la région est habitée principalement par des paysans chrétiens miaphysites de langue araméenne. La population de la région n'adopte majoritairement la culture arabe et la religion musulmane que plusieurs siècles après la conquête. 
Le Jund Filastin s'étend de Rafah au sud, à Lajjun, au nord, et de la côte méditerranéenne à l'est de la partie sud du Jourdain. Les montagnes d'Édom et la ville de Zoar (Sughar), à l'extrémité sud-est de la mer Morte, font partie du district. Cependant, la Galilée en est exclue, car elle fait partie du Jund al-Urdunn.
Après que les Fatimides ont pris le dessus sur les Abbassides, Jérusalem devient la capitale du district dont les principales villes sont Ashkelon, Ramla, Gaza, Arsuf, Césarée, Jaffa, Jéricho, Naplouse, Bayt Jibrin et Amman. 
Le district subsiste jusqu'aux invasions seldjoukides et aux croisades de la fin du XIe siècle[réf. nécessaire].